# 卡伦·布朗
卡伦·布朗（英語：Karen Brown，1963年1月9日—），英国女子曲棍球运动员。她曾代表英国参加1988年、1992年和1996年夏季奥林匹克运动会曲棍球比赛，其中1992年奥运会获得一枚铜牌。